# Escola Superior de Tecnologia e Gestão de Leiria
A Escola Superior de Tecnologia e Gestão de Leiria (ESTG) é uma das cinco escolas integradas no Instituto Politécnico de Leiria (IPLeiria).
É actualmente o maior estabelecimento de ensino superior do distrito de Leiria e, entre os seus congéneres, um dos maiores a nível nacional.
Em 1989/1990, ano em que iniciou a sua actividade, contava com 100 alunos e três cursos diurnos de bacharelato.
Contribuindo para o desenvolvimento da região, através da formação dos seus futuros quadros, a ESTG-Leiria acolhe em 2004/2005 cerca de 5000 alunos nos seus cursos de formação inicial, nas áreas de engenharia, gestão, línguas e ciências jurídicas aplicadas.
Paralelamente aos cursos referidos, a Escola coloca ainda à disposição da região, um conjunto já vasto e diversificado de outras formações, a saber, cursos de especialização, módulos de formação contínua, pós-graduações e mestrados.
Da missão da ESTG-Leiria constam ainda, a prestação de serviços, a investigação científica e tecnológica e a transferência de tecnologia. Estas são actividades em que a nossa instituição está também fortemente empenhada, e que se consubstanciam em projectos e parcerias, principalmente com entidades e empresas da região em que se insere.
Constituído por seis modernos edifícios, nomeadamente, Edifício A – Bloco pedagógico; Edifício B – Serviços administrativos e académicos; Edifício C- Investigação e projectos com o exterior; Edifício D - Bloco pedagógico; Edifício E – Edifício do curso de Engenharia Automóvel e edifício da Biblioteca José Saramago, o campus da Escola, conta com meios técnicos e laboratoriais que, em alguns casos, constituem uma referência no quadro do ensino superior português. A contínua melhoria das condições colocadas à disposição de todos aqueles que usufruem deste espaço de saber, tem sido, e continuará a ser, um dos vectores que distinguem a instituição.
No âmbito da cooperação, a Escola tem estabelecido parcerias com empresas, quer da região de Leiria, quer com empresas de âmbito nacional, que permitem o desenvolvimento de projectos, a prestação de serviços e a leccionação de aulas em ambiente empresarial. Actualmente a ESTG-Leiria é reconhecida como Academia Regional Cisco, a primeira criada em Portugal, Academia Microsoft e Oracle, Academia EduNet/Phoenix Contact e, à escala mundial, como as primeiras Academias Siemens, tendo também um conjunto diversificado de protocolos celebrados com outras empresas e instituições.